# Silent Night (film, 2023)
Pour les articles homonymes, voir Silent Night.
Pour plus de détails, voir Fiche technique et Distribution.
Silent Night, ou Vengeance silencieuse au Québec, est un film américain réalisé par John Woo et sorti en 2023.
Ce film marque le retour du cinéaste chinois à Hollywood, 20 ans après Paycheck. Le film présente la particularité de ne contenir pratiquement aucun dialogue, seulement quelques dialogues de fond.

## Synopsis
En couple avec Saya, Brian Godlock est un père de famille comme tout le monde. Ils mènent une vie tranquille à Las Palomas au Texas. En cette veille des fêtes de fin d’année 2021, son jeune fils Taylor Michael est tué, victime collatérale d'une fusillade au volant liée à la guerre des gangs. Brian se lance alors à la poursuite des gangsters, mais l'un d'eux, Playa, lui tire une balle dans les cordes vocales lui faisant perdre tout usage de la parole.
Quelques semaines plus tard, Brian est tiré d'affaire et quitte l'hôpital pour retourner chez lui. Le retour est très difficile, car il se remémore sans cesse la journée du drame. De plus, il retrouve une maison encore décorée pour Noël avec les cadeaux encore emballés que Taylor n'a pas pu déballer. Au grand désespoir de Saya, Brian se mure dans le silence et passe ses journées à boire. Saya s'éloigne peu à peu de lui et décide de partir. Peu à peu, Brian reprend du poil de la bête. Dans le bureau de l'inspecteur chargé de l'affaire, Dennis Vassel, il prend en photo tous les suspects et membres du gang responsable de la mort de Taylor. Il décide alors de se venger. Ancien électricien, il n'a cependant aucune connaissance de cet univers. Il va alors s'entraîner au maniement des armes à feu et des couteaux ou encore au combat rapproché. Il fait par ailleurs l’acquisition d'une Ford Mustang qu'il va modifier et renforcer. Il se prépare et s'entraine physiquement avec beaucoup d'intensité, avec en ligne de mire la date du 24 décembre 2022, soit un an jour pour jour après la mort de son fils. Il va alors traquer les membres du gang pour terminer par Playa.

## Fiche technique
Sauf indication contraire, les informations mentionnées dans cette section peuvent être confirmées par la base de données cinématographiques IMDb,  présente dans la section « Liens externes ».
- Titre original et français : Silent Night
- Titre québécois : Vengeance silencieuse
- Réalisation : John Woo
- Scénario : Robert Archer Lynn
- Musique : Marco Beltrami
- Direction artistique : Julieta Jiménez
- Décors : Grant Armstrong
- Costumes : María Estela Fernández
- Photographie : Sharone Meir
- Montage : Zach Staenberg
- Production : Basil Iwanyk, Erica Lee, Christian Mercuri, Lori Tilkin et John Woo
  - Production déléguée : Will Flynn, Mike Gabrawy, Joe Gatta, Ruzanna Kegeyan, Joel Kinnaman, Tony Mark et Roman Viaris-de-Lesegno
- Sociétés de production : Capstone Studios, A Better Tomorrow Films et Thunder Road Pictures
- Sociétés de distribution : Lionsgate (États-Unis), VVS Films (Canada), Metropolitan Filmexport (France)
- Pays de production :  États-Unis
- Langue originale : anglais (seulement des dialogues de fond)
- Format : couleur
- Genre : action, thriller
- Durée : 104 minutes
- Dates de sortie[2] :
  - États-Unis, Canada : 1er décembre 2023
  - France : 29 décembre 2023 (sur Prime Video) ; 29 février 2024 (Blu-Ray, DVD)
- Classification :
  - États-Unis : R (interdit aux moins de 17 ans non accompagnées)
  - France : interdit aux moins de 12 ans

## Distribution
- Joel Kinnaman : Brian Godlock
- Catalina Sandino Moreno : Saya
- Kid Cudi : l'inspecteur Dennis Vassell
- Harold Torres : Playa
- Vinny O'Brien : Anthony Barello Esq.
- Yoko Hamamura : Ruiz

## Production

### Genèse et développement
En octobre 2021, il est annoncé que le réalisateur chinois John Woo va faire son retour aux États-Unis — après Paycheck sorti en 2003 — avec un thriller d'action intitulé Silent Night, dans lequel un père se lance dans les bas-fonds pour venger la mort de son jeune fils. Le film est notamment produit par Basil Iwanyk (producteur de la série John Wick).
Il est précisé dès l'annonce du projet que le film sera entièrement sans dialogue,,. Cela est confirmé en mars 2023 par la productrice Erica Lee :

« Il n'y a vraiment aucun dialogue. C'était un autre script spéculatif qu'on m'a donné à lire et je me suis dit : "Cela va être soit un coup de génie, soit un désastre, il n'y a pas d'intermédiaire." Cela dépend de l'exécution, bien sûr. Je veux dire, John Woo le tue. Joel Kinnaman est la star et il tient vraiment ses promesses. Je veux dire, il y a du bruit ambiant, des bruits de fond et des discussions comme la radio et des trucs comme ça. Mais oui, c'est génial. »

### Attribution des rôles
Il est précisé en octobre 2021, dès l'annonce du projet, que le rôle principal sera tenu par Joel Kinnaman. La participation du chanteur Kid Cudi est confirmée en avril 2022. L'actrice colombienne Catalina Sandino Moreno et Harold Torres sont également annoncés.

### Tournage
Le tournage a lieu à Mexico et débute en mars 2022. En mai 2022, une première photographie de Joel Kinnaman est dévoilée et il est annoncé que les prises de vues sont terminées.
Dans une interview donnée à Vulture, John Woo explique sa façon de tourner ce film particulier :

« Film très intéressant. Tout le film est sans dialogue. Cela m'a permis d'utiliser des visuels pour raconter l'histoire, pour raconter ce que ressent le personnage. Nous utilisons la musique au lieu du langage. Et le film est entièrement axé sur l'image et le son. Le budget était un peu serré et le calendrier était serré, mais cela m'a fait changer de style de travail. Habituellement, pour un grand film, un film en studio, nous tournons beaucoup de matière, puis nous laissons le soin à la salle de montage. Mais dans ce film, j'ai essayé de combiner les choses sans faire de plans de couverture. J'ai dû me forcer à utiliser un nouveau type de technique. Certaines scènes faisaient environ deux ou trois pages, mais j'ai tout fait en un seul plan. »

— John Woo, Vulture (juillet 2023)

## Sortie et accueil

### Dates de sortie et diffusion
Il sort dans les cinémas de certains pays (Philippines) 29 novembre 2023, puis le lendemain dans d'autres (Chypre, Grèce, Italie, Kazakhstan, Nouvelle-Zélande, Russie, Ukraine). Aux Etats-Unis, il sort en salles dès le 1er décembre 2023.
En novembre 2023, Prime Video annonce que le film sera diffusé sur sa plateforme en France, dès le 29 décembre 2023. Il sera ensuite disponible en DVD et Blu-ray en France le 29 février 2024.

### Critique
Sur le site d'agrégation de critiques Rotten Tomatoes, le film obtient 64% d'avis favorables, pour 42 critiques et une note moyenne de 5,9⁄10. Le consensus suivant résumé les avis collectés : « Silent Night réaffirme qu'un film d'action n'a pas besoin de beaucoup de dialogues si les décors sont suffisamment solides – et que même un John Woo de second rang peut valoir le prix du ticket d'entrée. » Sur le site Metacritic, qui utilise une moyenne pondérée, le film obtient la note de 51⁄100 pour 11 critiques.
Peter Debruge du magazine Variety écrit : « Aussi idiot que cela puisse paraître, Silent Night donne au public une raison de s'enthousiasmer une fois de plus pour l'innovateur de Hong Kong, se classant parmi les rares contre-programmeurs de Noël sanglants depuis Die Hard. » Frank Scheck (en) de The Hollywood Reporter écrit quant à lui : « C'est au crédit de Woo et du scénariste Robert Lynn, ainsi qu'à la performance farouchement imposante et intensément physique de Kinnaman, que le manque de dialogue du film s'avère non pas un gadget mais un atout. Norma Desmond aurait sûrement approuvé. » Il note que le point culminant du film n'était « pas l'une des nombreuses fusillades somptueusement mises en scène, mais un long combat au corps à corps intensément brutal entre Brian et l'un des sbires de Playa qui donne l'impression que la scène de combat classique du film Le Rideau déchiré d'Hitchcock ressemble à une bagarre de cour d'école ».